# Diva!
Diva! è un film italiano del 2017 diretto da Francesco Patierno.
È un film basato sulla vita dell'attrice Valentina Cortese tratto dal libro autobiografico Quanti sono i domani passati, scritto con Enrico Rotelli.

## Distribuzione
La pellicola è stata presentata alla 74ª Mostra internazionale d'arte cinematografica di Venezia, nella sezione principale fuori concorso.
Il 29 maggio Valentina Cortese partecipa alla prima proiezione milanese presso lo spazio Blue Note.
L'uscita nelle sale cinematografiche italiane è avvenuta il 7 giugno 2018, distribuita da Officine UBU.